# Fenestraja maceachrani
Fenestraja maceachrani és una espècie de peix de la família dels raids i de l'ordre dels raïformes.

## Reproducció
És ovípar i les femelles ponen càpsules d'ous, les quals presenten com unes banyes a la closca.

## Hàbitat
És un peix marí i d'aigües profundes (12°S-13°S) que viu entre 600–605 m de fondària.

## Distribució geogràfica
Es troba a l'oceà Índic occidental: Madagascar.

## Observacions
És inofensiu per als humans.